# Brommat
Brommat é uma comuna francesa na região administrativa de Occitânia, no departamento de Aveyron. Estende-se por uma área de 43,28 km². Em 2010 a comuna tinha 646 habitantes (densidade: 14,9 hab./km²).